# Tanypus macrochaeta
Tanypus macrochaeta är en tvåvingeart som först beskrevs av Jean-Jacques Kieffer 1913.  Tanypus macrochaeta ingår i släktet Tanypus och familjen fjädermyggor. Inga underarter finns listade i Catalogue of Life.